# Myawaddy Mingyi U Sa
Myawaddy Mingyi U Sa (birmanisch မြဝတီမင်းကြီး ဦးစ), andere Umschrift Myá-wadi Wun-gyì Ù Sá, auch Myá-wadi Mìn-gyì Ù Sá (* 28. Oktober 1766 in Migyaungtet Chaung bei Sagaing, Myanmar; † 6. August 1853 in Ava), war ein burmesischer Dichter, Komponist, Musiker und General in der kulturellen Blütezeit des Landes während der Konbaung-Dynastie. Er wird als der bedeutendste Verfasser von höfischen Liedern und als der zu seiner Zeit berühmteste Spieler der Bogenharfe saung gauk gewürdigt, er schrieb Theaterstücke und war maßgeblich an der Übersetzung der thailändischen Epen Ramakien und Inao ins Burmesische beteiligt.
Im Lauf seiner 87-jährigen Lebenszeit wurde er von vier Königen mit unterschiedlichen Aufgaben betraut. Im ersten Anglo-Birmanischen Krieg von 1824 bis 1826 kommandierte er eine Militäreinheit, die in Arakan zwei Schlachten gegen die Briten gewann. Als Kriegsminister unter König Bagyidaw verhandelte er ab 1828 erfolgreich mit den Briten, die ein Gebiet im Nordwesten Burmas dem britisch besetzten Manipur zuschlagen wollten. Nach 1836 hatte U Sa keine öffentlichen Ämter mehr inne, er komponierte weiterhin Lieder, die heute als Klassiker der burmesischen Musik gelten.

## Leben
Maung Sa wurde im Oktober 1766 im Dorf Migyaungtet Chaung (Mí-gyaùng tet-chaùng) bei Sagaing am mittleren Irrawaddy geboren. In dieser Kurzform des Namens bedeutet Maung die Anrede eines Jungen („jüngerer Bruder“), die auch anstelle von „Herr“ gebraucht wird; Sa ist der Personenname und steht für die Geburt an einem Dienstag. Burmesen kennen keine Familiennamen. Zur Identifizierung werden der Name des Vaters oder des Herkunftsortes vorangestellt; in diesem Fall ist Myawaddy Mingyi („Herr von Myawaddy“) eine respektvolle Bezeichnung, welche der spätere Minister und Lehensherr des gleichnamigen Landes erhielt. Das U ist nach birmanischer Höflichkeit die Anrede für einen älteren Mann. Sein Geburtsort lag an der gegenüberliegenden Flussseite der alten Königsstadt Ava.
Der Vater U Pauk Kyaw stammte aus dem Dorf Mauk-tet bei Alon (nördlich von Monywa). Er war ein bewaffneter Wachsoldat am königlichen Hof und starb, als Maung Sa sechs Jahre als war. Die Mutter Maung Sas hieß Shin Nyein Tha, sie war eine Enkelin von Binnya Gyandaw (Banyà-Kyàn-dàw), einem Minister von König Thalun (reg. 1629–1648). Unter dessen Herrschaft wurde ab 1634 die Hauptstadt des Königreichs Taungoo von Bago nach Ava verlagert. Mit elf Jahren kam der Junge in ein buddhistisches Kloster im Dorf Mehti bei Ava, wo er als Schüler des Mönchs U Parama die nächsten Jahre unterrichtet wurde. Maung Sa verließ das Kloster und heiratete noch vor seinem 18. Lebensjahr Má Eì (Ma Aye), die Tochter des königlichen Gold- und Silberschmieds Nyun in Sagaing. Nach der Hochzeit arbeitete Maung Sa als Schmuckhändler, bis seine Frau 1785 starb, als er gerade 19 Jahre alt war. Nebenher spielte er in einem der königlichen Orchester das kreisförmig angeordnete Gongspiel kyi waing unter der Leitung von U Tayok und vermutlich auch weitere Instrumente.
Nach dem Tod seiner Frau zog U Sa in die zehn Kilometer nordöstlich von Ava gelegene neue Königsstadt Amarapura, wo er zunächst eine Dienerstelle beim Kronprinzen annahm. Er erhielt die Anstellung nur, weil er aus einer Familie stammte, die seit Generationen in königlichen Diensten stand. Angeregt durch die künstlerische Atmosphäre am Hof begann er wohl bereits mit 19 Jahren in den klassischen Liedgattungen kyò und bwé zu komponieren. Bald stieg er zur privaten Dienerschaft des Kronprinzen auf. Im Alter von 23 Jahren war U Sa zusammen mit Prinzen, Ministern und Literaten Mitglied einer königlichen Kommission, deren Aufgabe es war, thailändische und laotische Dramen ins Burmesische zu übersetzen. Diese Schauspiele waren Adaptionen des aus dem indischen Ramayana entstandenen thailändischen Ramakien, das in Burma zu Yama Zatdaw wurde oder hatten das höfische Leben zum Thema. Die Stücke enthielten viele Lieder, für die er auch die Melodien komponierte.
1808 wurde er zum Herold (Than-daw-zín) und zum Kommandanten eines Kriegsschiffes ernannt. Um eine Rebellion zu unterdrücken, zog U Sa 1813 an der Spitze von 150 Reitern und 1500 Fußsoldaten über Tamu (Grenzort in der Sagaing-Division) nach Manipur und setzte dort den lokalen König Marjit Singh der Meitei (Hauptethnie in Manipur) auf den Thron. Dafür übergab der Manipur-Herrscher das Khambat-Tal an Burma. Als 1819 König Bodawpaya (Bò-daw-phayà, reg. 1782–1819) starb, bestieg der Kronprinz als König Bagyidaw (reg. 1819–1837) den Thron und machte U Sa zu seinem Privatsekretär (Atwinwun).
Im ersten Anglo-Birmanischen Krieg 1824 wurde U Sa zum General ernannt. Er führte eine Einheit Richtung Cox’s Bazar, wo er bei Panwa (früher: Ramu, 15 Kilometer östlich Cox’s Bazar) die britischen Truppen schlug, danach schloss er sich der Armee des Oberbefehlshabers Maha Bandula (1782–1825) an, um die Briten bei Gawdawpalin zurückzuschlagen. Als seine Truppen schließlich Cox’s Bazar einnehmen wollten, wurden sie von den Briten zurückgeschlagen, die zuvor Maha Bandula bei Danubyu (Irawadi-Division) besiegt hatten. Maha Bandula und U Sa befehligten zusammen 6500 Mann, die zwei Siege gegen die Briten errangen. Um dem Hauptangriff der von Rangun vordringenden britischen Truppen zu begegnen, wurde Maha Bandula mit den meisten Truppen nach Süden beordert, wo sie nach langen Märschen im Monsun durch die Dschungelberge schließlich von den britischen Truppen aufgerieben wurden. Während dieser Kämpfe um Rangun hielt U Sa mit seiner Einheit die Stellung in Arakan. Im Februar 1825 griff eine mit 11.000 Mann weit überlegene Invasionstruppe die burmesischen Stellungen in Arakan an. Ende März fielen die Stellungen in Mrauk U, der Hauptstadt Arakans, und Danubya. U Sa kam mit dem Leben davon und zog sich mit seinen Truppen aus Arakan zurück.
1828 ernannte ihn König Bagyidaw zum Kriegsminister und zum obersten Minister (Wun-gyi) mit Myawaddy, einem großen Gebiet in der heutigen Magwe-Division am Zusammenfluss von Irrawaddi und Made (Ma-tè) als Lehen (myó-sà), von dem er Steuereinnahmen bezog. U Sa ließ sich nun Myawaddy Mingyi nennen, er begann diplomatische Verhandlungen mit den Briten zu führen und brachte sie dazu, ihre Ansprüche auf das Khambat-Tal als Teil von Manipur aufzugeben.
Der britische Unterhändler, Major Henry Burney und der amerikanische Missionar Judson sprachen voller Bewunderung über U Sa. Burney berichtete, dass U Sa alle Verhandlungen mit den Briten über Verwaltungsangelegenheiten geleitet habe. Zu Burneys Erstaunen sang ihm U Sa einige Strophen von drei christlichen Liedern vor, eine dieser Melodien hörte Burney auch zu Beginn eines der von U Sa komponierten Lieder.
In den 1830er Jahren nahm König Bagyidaws geistige Gesundheit rapide ab, was 1836 zu einer Palastrevolte seines Bruders, des Prinzen Tharrawaddy (Tha-ya-wadi), führte. U Sa und andere Minister, die loyal zu Bagyidaw gestanden hatten, wurden verhaftet. 1837 übernahm Tharrawaddy die Macht. Nach dreijähriger schwerer Gefangenschaft, in der U Sa zur Zwangsarbeit herangezogen wurde und Straßen im Dschungel freiräumen musste, kam er 1839 nur durch einen glücklichen Umstand frei. Tharrawaddys Hauptfrau und beider Tochter Supayagyi waren unterwegs, um ein entfernt gelegenes Kloster zu besuchen. Als sie an Gefangenen vorbeikamen, die mit Straßenarbeiten beschäftigt waren, erkannte die Tochter U Sa, ließ anhalten und sprach mit ihm. Als der Zweiundsiebzigjährige seine Geschichte erzählte, begannen Tochter und Mutter seine Freilassung zu planen. Zuvor möge er ein Lied zum Lob des Königs verfassen. Dieses Lied integrierte der königliche Puppenspieler in die Aufführung eines Marionettentheaters. Als der Herrscher das neue Lied hörte, soll er nach seinem Urheber gefragt haben, was die Prinzessin zum Anlass nahm, um die Freilassung von U Sa zu bitten. Dieser wurde am 6. April 1839 freigelassen.
Fortan komponierte U Sa Lieder für König Tharrawaddy und nach seinem Tod 1846 für dessen Sohn und Nachfolger Pagan Min (reg. 1846–1853), den neunten König der Konbaung-Dynastie. U Sa war nicht mehr am Hof angestellt, hatte aber von Tharrawaddy ein Dorf geschenkt bekommen, von dessen Steuereinnahmen er leben konnte. Erst König Mindon, der 1853, im Todesjahr von U Sa, den Thron bestieg, gab ihm nochmals eine Position am Hof.

## Wirkung

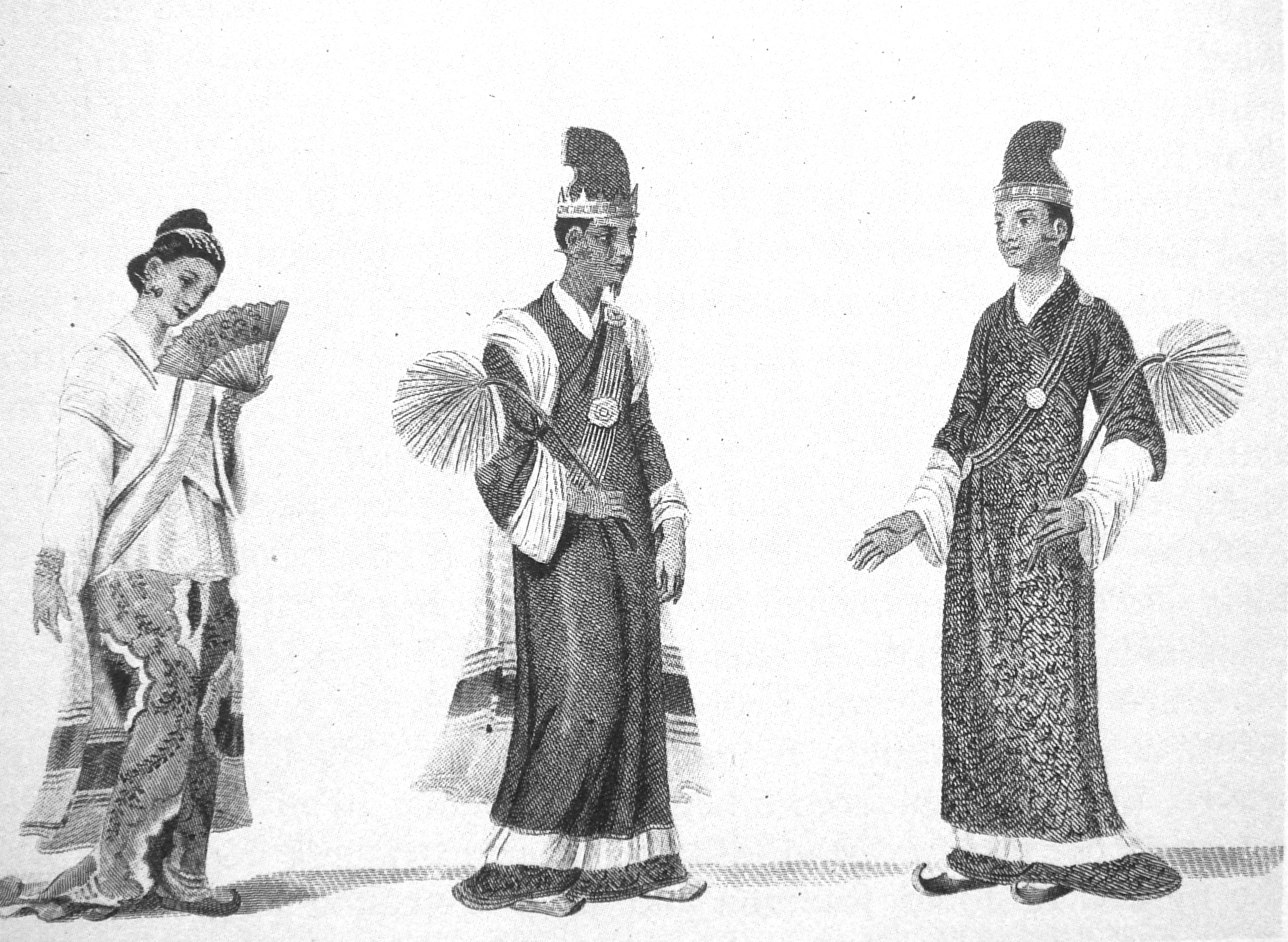
Ein Innenminister (Attawun) mit seiner Frau (links) und einem Staatssekretär (Seredogi) in zeremonieller Tracht, 1795

Das Ende des großen burmesischen Königreichs Taungoo war die Folge mehrerer Angriffe von Chinesen aus dem Norden, Siamesen aus dem Osten, Meitei aus Manipur und der Mon aus dem Süden. Letzteren gelang es 1752 kurzzeitig, die Hauptstadt Ava einzunehmen. Als im selben Jahr der burmesische Herrscher Alaungpaya die Mon zum Rückzug aus Ava zwang, 1757 die Mon-Hauptstadt Bago (Pegu), weitere Städte in Burma und Imphal in Manipur eroberte, legte er damit den Grundstein für den Aufstieg der Konbaung-Dynastie. Diese eroberte nicht nur in kurzer Zeit ein Gebiet, das weit über die heutigen Landesgrenzen hinausreichte, die Aufbruchsstimmung des jungen Reiches ermöglichte auch eine kulturelle Blütezeit. Tausende Bewohner Manipurs wurden 1758 nach Burma deportiert und am Königshof in Ava waren seither Astrologen aus Manipur engagiert. 1767 eroberte König Hsinbyushin das siamesische Reich Ayutthaya. Aus der geplünderten und niedergebrannten Hauptstadt Ayutthaya verschleppte man sämtliche Musiker, Tänzer und sonstigen Unterhalter der königlichen Familie, die ihre Tradition in die burmesische Kultur einbrachten.
U Sa wuchs im Umfeld einer höfischen Gesellschaft auf, die von ihrem kriegerischen Ursprung zu verfeinerten kulturellen Ausdrucksformen gefunden hatte. Der König war zu einem Förderer der Künste geworden, am Hof betrieben Gelehrte buddhistische Studien in den Sprachen Sanskrit und Pali, während der König sich von Dichtern unterhalten ließ. Die Aufführungspraxis der burmesischen Musik und Theaterkunst veränderte sich unter dem Einfluss thailändischer Lieder und des Ramakien.
Auf Bitten des Kronprinzen ließ U Sa 1798 die zu dieser Zeit schon ins Alter gekommenen Gefangenen des siamesischen Hofes ihre Version des epischen Liebesdramas Inao vorsagen und übertrug die Palastintrigengeschichte an den burmesischen Hof. Das Drama stammt aus Indonesien, wo der Held Panji oder Inu heißt. In Myanmar ist es als Enaung Zatdaw bekannt. Die Kompositionen sämtlicher Lieder und der Musik für diese Aufführung machten U Sa beim Prinzen bekannt, der ihn zum Dank mit dem Posten eines Schatzmeisters (Banda sayeì) versah.
U Sas Bearbeitung des thailändischen Epos Ramakien (in Burma: Yama Zatdaw) wird als pantomimischer Tanz aufgeführt, dessen Dramaturgie sich am ursprünglichen Khon-Maskentanz orientiert.
Ab 1805 begann er, die mythischen Geschichten der nats zu sammeln und die Rituale, mit denen diese Geister verehrt wurden, zu erforschen. Von allen 37 nats beschrieb er ihre Charaktereigenschaften, Kleidung und die Rituale, mit denen sie besondere Medien, Musiker und Tänzer verehrten. 1820 erweiterte und verbesserte U Sa seine Arbeit zu den nats in Zusammenarbeit mit dem nat-Medium Kawi Deva Kyaw und dem Historiker U Nu. Um diese Zeit schloss er auch den zweiten Teil zum Inao-Epos ab.
In einer Inschrift von König Narapadi (reg. 1443–1469 in Ava) an der Tupayon-Pagode in Sagaing aus dem Jahr 1444 wird eine Gruppe von Unterhaltern an diesem verehrten Ort erwähnt, zu ihnen gehörten die ältesten bekannten professionellen Puppenspieler. Obwohl es folglich im 15. Jahrhundert bereits Puppenspieler mit Marionetten gab, wird U Sa als einer der Erfinder der burmesischen Puppenspielkunst yoke thé gesehen.
Normalerweise besteht ein klassisches burmesisches Lied aus einem Text und einer dazugehörenden Melodie. Nur selten wird ein neuer Text zu einer bereits bestehenden Melodie verfasst. Festgehalten wurden die Liedertexte auf Palmblatt-Manuskripten, ab 1850 von Kronprinz (später König) Mindon gesammelt und Ende des 19. Jahrhunderts erstmals in einigen Anthologien publiziert. Liedmelodien und instrumentale Zwischenstücke wurden bis ins 20. Jahrhundert nur mündlich weitergegeben. Es gab keine voreuropäische Notation. U Sa gilt als der bedeutendste Komponist dieser klassischen Lieder, die meist mit der Bogenharfe saung gauk instrumentiert und unter der Bezeichnung Mahagita (Pali: „großer Gesang“, burmesisch: thachin gyi) zusammengefasst werden. Drei Liedgattungen der Sammlung bilden die alten höfischen Gesänge, die Grundlage der burmesischen Literatur. Etwa 30 kurze Lieder widmen sich den nats. 1965 begann der saung-gauk-Spieler Inle Myint Maung, die Liedersammlung in westliche Notenschrift zu übertragen.
Zur Zeit von U Sa besaß die Bogenharfe sieben Saiten, er erweiterte diese Zahl auf 13 und schuf damit in etwa das heute gespielte Instrument (seit Mitte des 20. Jahrhunderts sind 16 Saiten üblich). Neben U Sa komponierten auch einige Prinzen, Prinzessinnen und andere Mitglieder der königlichen Familie Lieder für die Bogenharfe. Der letzte große saung-gauk-Spieler der Konbaung-Ära war Maung Maung Gyi (1855–1933). Es entstand ein virtuoser, schneller Stil mit ausgedehnten instrumentalen Einführungen und teilweise improvisierten Soli zwischen den Strophen.
Große musikalische Formen komponierte U Sa, von thailändischen und Mon-Musikstilen beeinflusst, für die Oboe hne und hsaing waing-Orchester mit Trommeln und Gongspielen. Dieses Orchester begleitet alle Arten von Tanzdramen und Geisterverehrungsrituale (nat pwe).